# 周德邦
周峻陞（英文：Jack(ie) Chow，1978年10月29日—），出生於香港，是一位香港棒球運動員和教練、也是模特兒、歌手和電影演員。

## 生平
從1989年起，10歲的周德邦已經加入香港少棒聯盟。其後成為《香港棒球代表隊》隊員。也成為一個棒球教練。 

## 經歴
- 2004-2006年
  - HTM Cardinals棒球教練
  - 香港亞洲少年棒球錦標賽香港隊教練
  - Hong Kong baseball Association Baseball Promotion Program
- 2006-2007年
  - 7HTM Blue Jays棒球教練
- 2006年-
  - 慈雲山聖文德天主教小學棒球教練
  - 聖文德天主教小學棒球教練
  - LYN Panthers棒球教練
  - 沙田培英中學棒球教練
  - 葵青棒球會成人棒球教練
  - 香港職業棒球學院
  - 港青基信書院棒球教練
  - 香港第一棒球俱樂部 / ROCKS MINOR TEAM 教練（由於現在所有Rocks隊的人，都已經在2019年轉至到由其中一位Rocks隊的教練所成立的新球隊《Kaakiro Lions》，因此周德邦現在已經由Rocks Minor教練變成Kaakiro minor教練）

## 發展演藝事業
1995年，16嵗的周峻陞曾到澳洲墨爾本留學，並在蒙納士大學畢業。期間除讀書之餘亦拜師學習唱歌. 大學期間活躍於學生會活動, 包括話劇, 音樂及歌唱等表演。完成學業回港後, 曾任職程式員, 財務策劃師, 船務助理, 教學助理和棒球教練等職業。 因為熱愛演藝界事業，在工作之餘也做過業餘模特兒和幕後代唱歌手。
周峻陞曾主演多部大型國際電影節作品（包括柏林，芝加哥，康城，台北等），擁有有豐富演出經驗，最新主演作品是由雲翔導演執拍的電影《同流合烏》, 也擔任電影<<點五步>>的棒球顧問。
周峻陞除了是一名演員，同時也是一位音樂人，一手包辦作曲、填詞、編曲、主唱，已有多首作品就緒準備推出。周峻陞的音樂作品正在最後製作階段，將在2017年面世.

## 加入電影圈
2007年香港新晋導演雲翔受邀為《香港棒球代表隊》拍宣傳片。在此之前從不知道香港竟然有一隊《香港棒球代表隊》，他才發現球員高大英俊且談吐不俗，便決定將他們的故事拍成電影。當中香子俊是其中之一。於是構思拍攝一部有關香港棒球運動的電影--無野之城，並邀請周德邦擔任男主角之一，在電影他演回周德邦他自己。

## 曾演出電影
- 2008年--《無野之城》
- 2009年--《永久居留》
- 2009年--《Raw Data》
- 2009年--《Cell》
- 2011年--《愛很爛》
- 2016年--《同流合烏》

## 外部連結
- 香港職業棒球學院
- 網上電台節目型男必玩訪問周德邦
- Oversea Interview （页面存档备份，存于）
- Official artist page （页面存档备份，存于）